# Akurgal
Akurgal (« descendant de la Grande Montagne » en sumérien ) est le deuxième roi (ensí) de la première dynastie de Lagash. Son règne, relativement court, se situe dans la première partie du XXVe siècle av. J.-C. (vers -2464, -2455), pendant la période des dynasties archaïques. Il succède à son père, Ur-Nanshe, fondateur de la dynastie, et il est remplacé par son fils, Eannatum.
Très peu de choses sont connues sur son règne ; seules six inscriptions le mentionnent. L'une d'elles rapporte qu'il aurait construit l'Antasura de Ningirsu. Pendant son règne, un conflit frontalier opposa Lagash à Umma. Il fut arbitré par Mesilim lugal de Kish, qui traça la frontière entre les deux états conformément à l'oracle d'Ishtaran, invoqué comme intercesseur entre les deux cités.